# Largidea gerhardi
Largidea gerhardi är en insektsart som beskrevs av Knight 1968. Largidea gerhardi ingår i släktet Largidea och familjen ängsskinnbaggar. Inga underarter finns listade i Catalogue of Life.